# Tectaria weberi
Tectaria weberi är en ormbunkeart som beskrevs av Edwin Bingham Copeland. Tectaria weberi ingår i släktet Tectaria och familjen Tectariaceae. Inga underarter finns listade.